# Korrespondent
Korrespondent (en russe : Корреспондент ; en ukrainien : Кореспондент ; littéralement : Correspondant) est un magazine d'actualité hebdomadaire publié en Ukraine. Il est diffusé en russe et en ukrainien depuis 2002.
Le magazine publie des documents sur la politique, la société, les affaires, la science et la technologie, la santé, les sports, l'éducation, la culture et les loisirs. Il couvre un large éventail de questions, depuis les actuellités jusqu'aux enquetes de fonds.

## Historique
Alors que le site web Korrespondent.net ouvre en 2000, Korrespondent est publié pour la première fois en 2002. C'est le magazine d'actualité le plus influent en Ukraine et celui qui a la plus grosse diffusion de son genre.
Dès le mois d'octobre 2010, le magazine est face à plusieurs problèmes lorsqu'il souhaite montrer des choses non plaisantes à propos du pouvoir politique : le président Viktor Ianoukovytch, élu depuis février, décide que « seulement les journalistes loyaux qui tapent du bout du pied la ligne présidentielle sont autorisés à accompagner le président et lui poser des questions lors de voyages dans le pays ou à l'étranger ».
Magazine du groupe KP Media,, Korrespondent est le premier média ukrainien à établir et publier différents classements de la société. Les plus populaires d'entre eux sont les mises à jour annuelles du « top 100 des Ukrainiens les plus influents », des « personnes les plus riches d'Ukraine », de la « personnalité de l'année » et des « 10 meilleures villes pour vivre en Ukraine ».

### « Top 100 des Ukrainiens les plus influents »
Depuis 2003, Korrespondent dresse un classements des cent Ukrainiens les plus influents d'un point de vue économique, politique ou social dans le pays durant l'année. La liste est publiée dans le dernier numéro du mois d'août. Les personnes qui ont été classées numéro un sont les suivantes :
- 2003 : Leonid Koutchma
- 2004 : Leonid Koutchma
- 2005 : Viktor Iouchtchenko
- 2006 : Rinat Akhmetov
- 2007 : Viktor Ianoukovytch
- 2008 : Ioulia Tymochenko
- 2009 : Ioulia Tymochenko
- 2010 : Viktor Ianoukovytch
- 2011 : Viktor Ianoukovytch

### «Personnes les plus riches d'Ukraine »
Depuis 2006, Rinat Akhmetov a toujours été déclaré comme l'homme le plus riche de l'Ukraine. Ihor Kolomoïsky a toujours été numéro deux ou trois.